# Le Saint (roman)
Pour les articles homonymes, voir Le Saint.
Le Saint (en italien : Il Santo) est un roman de l'écrivain italien Antonio Fogazzaro publié en 1905, et traduit en français en 1906 aux éditions Hachette.

## Résumé du roman
Pierre Maironi, après beaucoup d'errements sentimentaux, abandonne la femme qu'il aime et le monde. Il se réfugie d'abord dans une communauté religieuse et en appelle à une réforme en profondeur de la pensée religieuse. Le programme de réforme spirituelle que Fogazzaro fait assumer par son héros s'inspire du philosophe italien Antonio Rosmini. Maironi - qui a pris le nom de Benedetto - forme avec Dom Clément et le Professeur Jean Selva (en qui Jean Lebrec reconnaît Friedrich von Hügel, grand ami de Fogazzaro) le noyau d'un Cénacle qui se nomme Les Catacombes. Il s'agit dit en quelque mesure Dom Clément, de rénover dans le christianisme « tout ce qui est vêtement et non corps de la vérité ». Les problèmes exégétiques sont à peine soulevés par les jeunes universitaires qui contactent le « cénacle ». Aux questions de ceux-ci à ce sujet, moins anxieuses que ce qu'elles pourront être en France, Benedetto répond par l'image de l'eau d'une fontaine devenue soudain stagnante et désagréable au goût, mais dont la source vive demeurée au fond du bassin avait été seulement empêchée de couler normalement. Benedetto rencontre même le Pape à qui il conseille d'être compréhensif à l'égard des théologiens qui travaillent en somme à dégager la source vive. Les intellectuels catholiques du roman sont donc des modernistes, mais d'un modernisme dont Jean Lebrec nous dit qu'il est « sans scientisme sous-jacent ».

## Le thème du modernisme
Maurilio Gasco souligne que Le Saint a fait connaître le modernisme au grand public « et pas seulement en Italie », les débats soulevés par le modernisme et cela bien avant Le Démon de midi (1914) ou Augustin ou Le Maître est là (1933). Pour Émile Goichot, le livre s'inscrit au cœur de cette crise, dans la période où celle-ci s'aggrave, située entre le livre d'Alfred Loisy, L'Évangile et l'Église (1902)  et l'encyclique Pascendi (1907) qui condamne le modernisme. Ce livre constitue lui-même un élément de cette crise selon l'historien français, dans la mesure où il est publié en un pays  qui est, à la fois, le lieu de réception et de rayonnement vers  « tous les horizons européens » et, au surplus, qui raconte l'expérience d'un simple fidèle, non d'un ecclésiastique, d'un intellectuel mais d'un intellectuel non spécialisé dans les disciplines engagées dans le débat « exégèse, histoire des dogmes, théologie, philosophie » . Maurilio Gasco met en évidence le fait que Goichot a bien compris que  Le Saint donne une image plus fouillée du modernisme que les autres romans, que ce roman n'ignore pas « la polyvalence, ou la polysémie » des courants que l'on regroupe sous cette étiquette. Au sens français, le modernisme selon Goichot, dans son ouvrage posthume sur Henri Bremond, c'est « la crise culturelle provoquée par l'intrusion d'une rationalité positive et des méthodes critiques dans le champ des sciences religieuses ».  Il y distingue trois types de « modernistes » :  ceux qui sont détachés de toute foi comme Albert Houtin et Joseph Turmel, ceux qui  savent qu'ils peuvent être suspectés de l'être mais le récusent comme Maurice Blondel et Lucien Laberthonnière, enfin Loisy et George Tyrrell qui demeurent des esprits religieux.
En dépit de sa modération, Il Santo sera mis à l'Index, l'année de sa publication en France. L'auteur se soumit mais en 1907, il participait à la fondation d'une revue milanaise de culture religieuse, Il Rinnovamento (1907-1910), et, dit Poulat, « Les ennuis ne tardèrent pas ».